# 요한 (프로게이머)
요한(본명: 김요한, 1999년 12월 17일 ~ )은 대한민국의 리그 오브 레전드 프로게이머로 아이디는 yoHan이다. 포지션은 정글이다. 과거 Winter라는 닉네임을 사용했다.

## 선수 생활
2019년 5월 스피어 게이밍에 입단하면서 프로 커리어를 시작했다. 2020 스프링 시즌 좋은 모습을 보여주었다.
2020 스프링 시즌 종료 후 젠지의 아카데미 팀에 입단했다.
2021시즌을 앞두고 한화생명 e스포츠에 입단했다. 2021 스프링 시즌 동안 아서와 주전경쟁을 하게 되었다. 초반에는 아서에 비해 더 적은 출전기회를 받았으나 시즌 후반기에서는 주전으로 출전했다. 나올 때마다 무난한 모습을 보여주었다. 서머 시즌에서는 좋지 않은 모습을 보여주었다. 결국 서머 시즌 중반 이후 윌러에게 주전을 내주었다. 2021시즌 종료 이후 팀에서 퇴단했다.

## 소속팀
| # | 팀명             | 소속 기간             | 소속 리그 | 비고 |
| - | ---------------- | --------------------- | --------- | ---- |
| 1 | 스피어 게이밍    | 2019.05.08~2020.06.13 | CK        |      |
| 2 | 한화생명 e스포츠 | 2020.11.23~2021.11.26 | LCK       |      |

## 수상 내역
- 로지텍 G 루키 인비테이셔널 2020 우승